# 橘しのぶ
橘 しのぶ（たちばな しのぶ、1960年4月15日 ‐ ）は日本の詩人、童話作家。

## 経歴
広島県広島市に生まれる。広島市西区在住。詩誌「火皿」などを経て「折々の」「Quark」同人。 日本現代詩人会、日本詩人クラブ、日本詩歌句協会、中四国詩人会、広島県詩人協会所属。

## 受賞歴
- 1990年、童話『雨あがり』が、第3回サンリオいちごえほん童話グランプリ受賞。
- 1991年、童話『おばあちゃんのリボン』が、第8回アンデルセンのメルヘン大賞入賞。
- 1992年、童話『白い花さいたら‥』が、第9回アンデルセンのメルヘン大賞入賞。
- 1997年、俳句『一顆の檸檬』で、第26回春塘賞受賞。
- 1998年、童話『たそがれのためいき色のあの花は』が、第15回アンデルセンのメルヘン大賞入賞。
- 2004年度、『詩学』新人。
- 2010年から2021年まで執筆活動を停止するも、愛猫の突然の死によって、詩作を再開する。
- 2022年、詩集『道草』で、第19回詩歌句随筆評論大賞 誌部門奨励賞受賞。 2023年度『詩と思想』の「現代詩の新鋭」。
- 2024年、詩集『水栽培の猫』が第32回萩原朔太郎賞の最終候補に。
- 2025年、詩集『水栽培の猫』が第75回Ｈ氏賞の最終候補に。第58回日本詩人クラブ賞及び第35回日本詩人クラブ新人賞、第58回小熊秀雄賞の候補にも。

## 著書
詩集
- 『万華鏡─赤の練習曲』（土曜美術社出版販売、1990年9月）
- 『しなやかな暗殺者』（梓書院、1999年3月）
- 『道草』（七月堂、2022年11月）[2]
- 『水栽培の猫』（思潮社、2024年5月)[3][４][5]